# Cometido del caballo en la guerra
El ser humano ha empleado durante milenios a los caballos para la guerra, probablemente desde su domesticación. El caballo ha sido entrenado especialmente para varios usos militares, incluyendo batallas, combates individuales, reconocimiento, transporte y abastecimiento. El término de batalla hace alusión a los caballos que son utilizados para la lucha, ya sea como caballería en un enfrentamiento o en un combate individual. El caballo de batalla más conocido era el destrier, empleado por los caballeros de la Edad Media. No obstante, incluso los caballos utilizados para otros propósitos que no fueran el combate directo tenían un papel sumamente importante en el éxito de los enfrentamientos militares. En el mundo moderno, aún existen usos para los caballos dentro de la milicia.

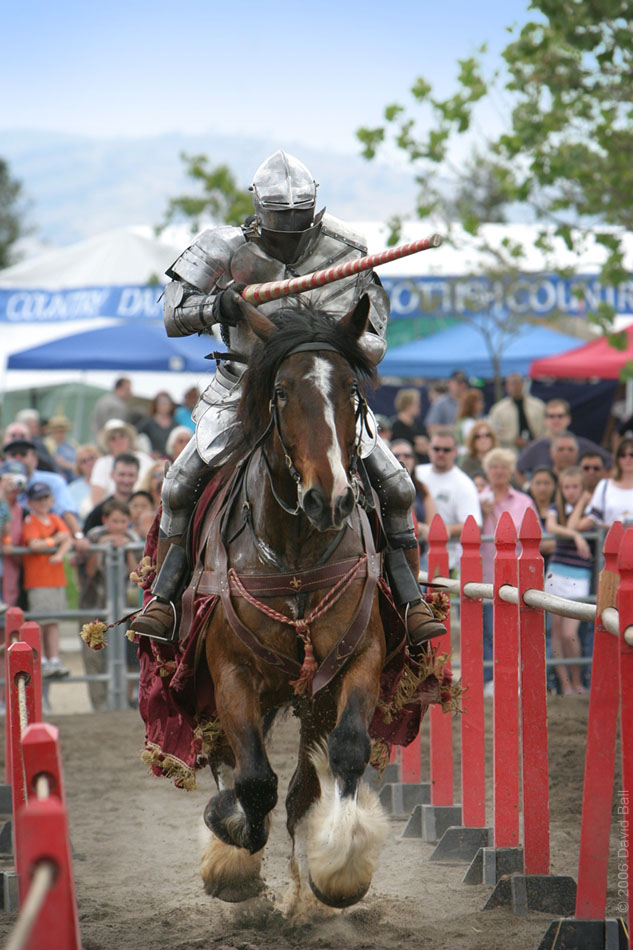
Un caballero moderno vestido con una armadura de estilo medieval, realizando la demostración de una justa en una feria.

Un principio fundamental a lo largo de la historia de la bélica caballeresca ha sido el tipo de uso que se daba a los caballos. Partiendo de esto, la clase de caballo que se utilizaba a la hora de combatir dependía de las necesidades del momento. En el combate existía un equilibrio entre la velocidad y la protección, y la adición de peso llevaba consigo una reducción de la velocidad, tal como se puede observar hoy en día en la hípica. A pesar de ello, cada soldado requería un cierto grado de protección contra los enemigos, ya que una excesiva ligereza armamentística podría resultar fatal en situaciones de peligro. A la hora de combatir, a pesar de la consiguiente reducción de velocidad, se consideraba más importante la protección de los soldados.
El caballo utilizado en la guerra varía de tamaño en función del empleo que se le dé, el tipo de soldado que porte y la distancia que tenía que cubrir. Un caballo medio puede transportar aproximadamente el 25 % de su peso corporal. El peso portado por el caballo también afecta a su resistencia. En algunas culturas, los guerreros iban a la guerra montados en caballos ligeros y a la hora de combatir, cuando vestían armaduras pesadas, pasaban a un caballo más pesado.
El caballo empleado para arrastrar vehículos también ha variado de tamaño. Cuando los vehículos que portaban se empleaban para comerciar se potenciaban la velocidad, el peso y la potencia en detrimento de la protección que cuando se empleaban para guerrear. Un par de caballos podían conducir un carro ligero que portaba a un conductor y a un soldado. Por otra parte, los vagones de suministros y otros vehículos destinados al apoyo logístico requerían para su transporte un número superior de caballos, generalmente pesados. Aunque todo caballo puede arrastrar un peso superior al que puede llevar montado, este peso varía en función de la anatomía de la bestia y la estructura del vehículo. Se deben tener en cuenta además otros factores, como ver si el vehículo posee ruedas o va simplemente arrastrado, y si se debe transportar por una carretera bien acondicionada o por un terreno más difícil. En términos prácticos, un caballo pesado moderno que pese aproximadamente 910 kg puede tirar de entre 1,5 y 9 toneladas. De todas formas, estos cálculos pueden variar en razón de las condiciones del terreno y de otros factores. Una yunta de dos caballos de carga modernos puede arrastrar 1800 kg en competiciones de arrastrar peso. Sobre una carretera debidamente asfaltada un caballo puede arrastrar entre tres y ocho veces su peso. La forma en que los caballos se unían al vehículo que arrastraban también ha influido en la cantidad de peso que podían transportar: un caballo unido a un carro a través de un collar podía arrastrar más peso que un buey atado a un yugo.

## Caballo ligero
El caballo ligero "oriental", al igual que sus ancestros árabes, barb y akhal-teke, ha sido utilizado tradicionalmente para la guerra gracias a su velocidad, resistencia y agilidad. Esta clase de caballo tiene unas dimensiones características que van desde los 13 a los 15 palmos (52 a 60 pulgadas o 1,32 a 1,52 m)[cita requerida] y tiene un peso que oscila entre los 400 y 500 kilos. Para ganar velocidad, el jinete debe emprender un rumbo fijo y portar útiles ligeros tales como arcos, lanzas, o jabalinas ligeras, y en épocas posteriores el fusil. Las funciones originales de esta clase de unidad han sido las de reconocimiento, incursión y comunicación.
A lo largo de la historia muchas culturas han empleado a esta clase de caballos, incluyendo los escitas, los partos, los antiguos egipcios, los mongoles, los árabes y los indios americanos. A lo largo del Antiguo Oriente Próximo, se empleaban grupos compuestos por dos o más de los primeros caballos ligeros domesticados para arrastrar los carros de guerra. En la Edad Media europea, la clase de caballo ligero más representativo fue el palfrey. En épocas posteriores se han empleado en ocasiones para los dragones y la infantería montada, dependiendo de la cantidad de peso requerido por cada soldado.

## Caballo de tiro
A partir de la Edad del Hierro, los caballos de un peso medio se emplearon para cubrir las necesidades de las civilizaciones que los empleaban para arrastrar cargas pesadas y para portar a los conductores de mayor peso. Los primeros especímenes de las razas equinas andaluzas, lipizzanas y de sangre caliente se emplearon para arrastrar los carros triunfales, los vagones de suministro y para transportar armas relativamente pesadas, como distintas piezas de artillería ligera.

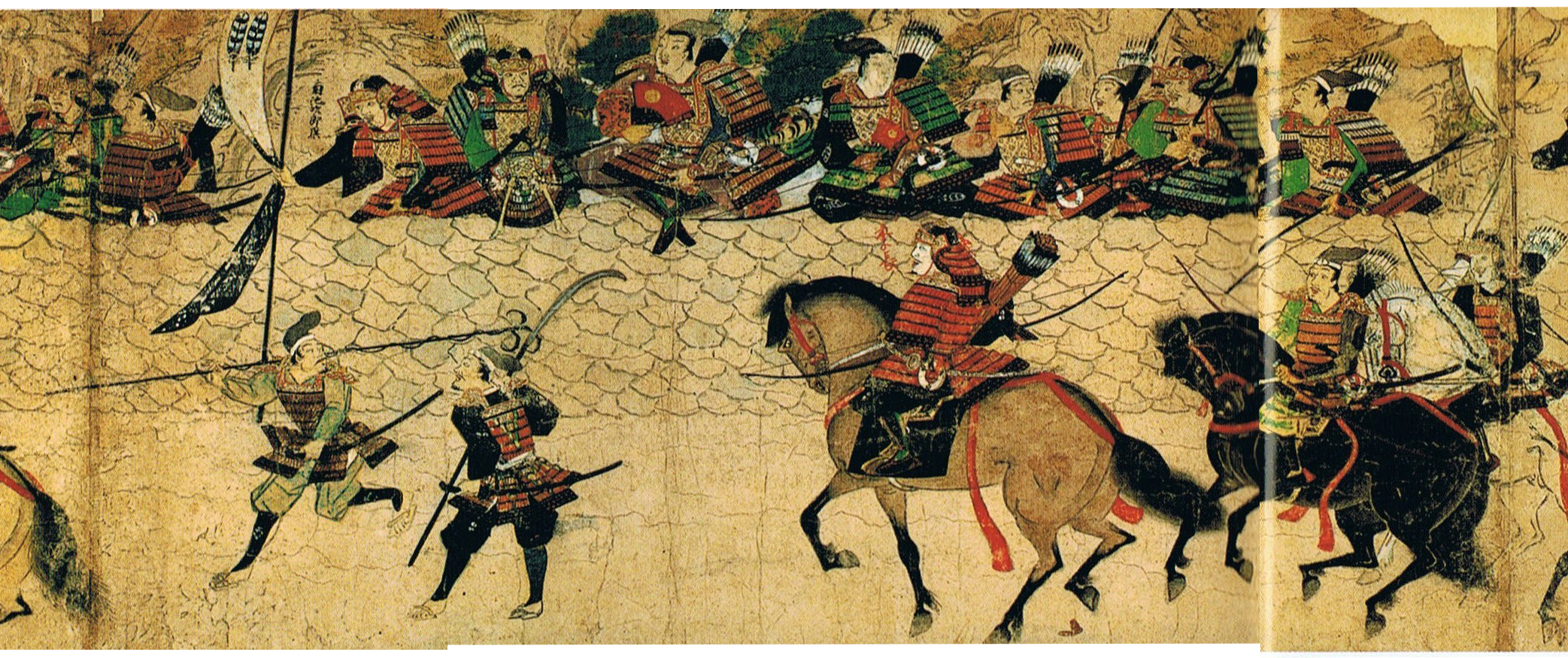
Guerreros japoneses defendiendo sus territorios en las invasiones de los mongoles a Japón, pintado c. 1293. Por esta época ya se empleaban los caballos de peso medio.

A pesar del tamaño relativamente grande de la caballería de peso medio, cuando se trataba de transportar armas pesadas o jinetes fuertemente armados se empleaba la caballería pesada. Los caballos de esta clase tenían un tamaño que variaba entre los 14,2 y 17 palmos (1,47 a 1,73 m) y un peso que oscilaba entre los 500 y los 750 kg. Estos caballos eran muy veloces en la batallas, aunque no eran comparables a la caballería ligera. Los caballos más representativos de esta clase equina son el destrier, el frisón y el draught irlandés.

## Caballo de tiro pesado
El caballo pesado, cuyo peso oscila entre los 750 y los 1000 kg, comenzó a emplearse a partir de la Edad Media, especialmente en Europa. Esta clase de caballo se utilizaba para arrastrar cargas pesadas gracias a su potencia muscular, especialmente en el transporte de suministro armamentístico en situaciones peligrosas. Modernos historiadores han dictaminado que esta clase de caballo ha transportado las armaduras más pesadas de los caballeros de la Baja Edad Media europea, aunque esta cuestión es actualmente motivo de debate.
Entre los caballos pesados se encuentran los primeros especímenes del actual percherón, cuya agilidad le permitía maniobrar dentro del campo de batalla.
Actualmente existe también un debate en razón de si el destrier se incluía dentro de esta clasificación.

## Otros equinos
Los humanos no han utilizado solo a los caballos para la guerra. La mula y el burro también han sido empleados en acciones bélicas, especialmente para transportar vagones de suministros y en ocasiones para transportar a los soldados.
La mula, considerada generalmente como más tranquila y fuerte que el caballo, se ha empleado para tareas de apoyo, especialmente para el transporte de alimentos y armas a través de terreno accidentado. La mula, al igual que el caballo, podía ser ágil y se clasificaba en sus especímenes de tamaño moderado en contraposición a los que se clasificaban como pesados. El burro se ha utilizado para el transporte de soldados que no portaran aparejos.

## Entrenamiento y despliegue
Los detalles acerca de los distintos métodos de entrenamiento de caballos, en particular de los caballos de batalla, varían en función de las distintas culturas y periodos históricos en que se produjeron. Estas técnicas de entrenamiento se han transmitido a lo largo de generaciones a través de la tradición oral, pues el número de tratados escritos sobre el tema es muy limitado. El manual de caballería más antiguo del mundo fue escrito por el conductor de carros hitita Kikkuli, quien lo escribió aproximadamente en el año 1350 a. C. En Grecia, aproximadamente en el año 360 a. C., el oficial de caballería griego Jenofonte, un ateniense que en sus últimos años de vida se mudó a Esparta, donde escribió uno de los manuales más antiguos acerca de tácticas de caballería, Hippike (Sobre la equitación).
En la India, aproximadamente en el siglo III a. C., el escritor Kautilia compuso los primeros textos acerca del tema.
Si un caballo es entrenado para arrastrar carros o para entrar en batalla en forma de caballería ligera, caballería pesada o como un destrier, usado tradicionalmente para transportar a los caballeros fuertemente armados, se requiere mucha capacitación para superar el instinto natural del caballo de huir del ruido, del olor de la sangre y de la confusión del combate. El caballo tiene que aprender a hacer frente a las armas del enemigo, a no retroceder por el pánico aunque sea golpeado o herido, a no encabritarse a causa de los movimientos repentinos del enemigo y a mantenerse equilibrado cuando su jinete realice algún movimiento de agresión. Desarrollar el equilibrio y la agilidad es fundamental. Los orígenes de la doma clásica proceden de la necesidad de entrenar al caballo para que adquiera velocidad, agilidad y resistencia.
En muchas culturas, un caballo de batalla se emplea como un animal veloz que es entrenado para responder a las distintas órdenes que les dan los jinetes a través de las riendas, para desarrollar una tolerancia hacia los ruidos derivados del clamor de la batalla, para acostumbrarse a virar rápidamente en situaciones de riesgo y para mantener el equilibrio a pesar del peso del jinete y su armadura. Los caballos empleados para tirar de los carros de guerra no solo fueron entrenados para enfrentarse a las condiciones del combate, pues debido a que muchos carros eran tirados por un equipo compuesto por dos a cuatro caballos, también tuvo que aprender a trabajar junto con otros animales en un espacio reducido y bajo unas condiciones caóticas.
Además, algunos caballos de batalla fueron entrenados para usos especiales. Un caballo utilizado en el combate pudo haber sido enseñado, o al menos autorizado, a patear e incluso morder, pasando así a formar parte del amplio arsenal que los guerreros llevaban consigo. A otros caballos, empleados para atacar o para misiones de reconocimiento, se les enseñó a permanecer tranquilos en todo momento para evitar que huyeran del campo de batalla.
Los movimientos de la doma clásica que la Haute école o "Alta escuela" enseña a los famosos caballos lipizzanos de la Escuela Española de Equitación de Viena, tienen sus orígenes en las maniobras realizadas por estos en el campo de batalla. Sin embargo, hay que señalar que es poco probable que se hayan utilizado movimientos por encima del suelo en combates reales, ya que la mayoría de estos habrían expuesto el bajo vientre de las monturas a las armas de los soldados rasos.

## Novedades tecnológicas
Es probable que el caballo haya sido utilizado desde la Prehistoria, aunque no se tienen más evidencias de esta teoría aparte de los grabados en roca hallados en las paredes de las cuevas de esta época.
La brida, al igual que las riendas, son objetos que se desarrollaron tan pronto como se inició el lento proceso de domesticación del caballo. Las pruebas más antiguas de los inicios del proceso de domesticación de este animal, fechadas en la época comprendida entre los años 3500 y 3000 a. C., datan de pinturas encontradas en cuevas de Botai y Kozhai, regiones del norte de Kazajistán.

### Arneses y vehículos

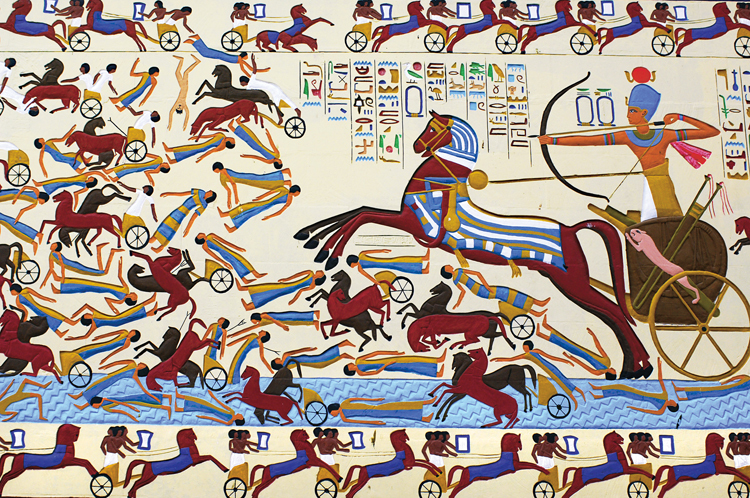
Los ejércitos del Antiguo Egipto, a partir del Imperio Nuevo, estaban compuestos por carros y arqueros.

La invención de la rueda fue una de las principales innovaciones tecnológicas que dieron lugar al desarrollo del carro de guerra. Inicialmente, como retrata el Estandarte de Ur hallado en la antigua Sumer, que data de c. 2500 a. C., los caballos se unían a los carros que arrastraban mediante un yugo, de manera similar a como se hacía con los bueyes. No obstante, el yugo limitaba la fuerza y movilidad del caballo al ser incompatible con su anatomía. Por ello, durante las invasiones de los hicsos a Egipto hacia 1600 a. C., se desarrolló el arnés, que permitía al caballo moverse con mayor rapidez y arrastrar más peso. En esta época, el carro de guerra se había consolidado dentro de los ejércitos de la Antigüedad.
Incluso después de que el carro de guerra quedara obsoleto, todavía existía entre las grandes potencias de la época la necesidad de seguir introduciendo innovaciones en torno a la industria del caballo para que estos animales pudieran tirar de cargas cada vez más pesadas. Entre estas cargas se encontraban los suministros y las armas, tan necesarias para los ejércitos de todo el mundo. La invención en el siglo V en China del collar de caballo (Dinastías Meridionales y Septentrionales) permitió a este animal arrastrar un peso mayor de lo que podía cuando se unía a los vagones en que se cargaban los suministros mediante un yugo similar al que se utilizará con los bueyes en épocas posteriores.
Este collar no llegará a Europa hasta el siglo IX, y empezará a difundirse por el continente a mediados del siglo XII.

### Equipo de montar
Las dos principales innovaciones tecnológicas que revolucionaron la efectividad de los guerreros montados fueron la silla de montar y el estribo.

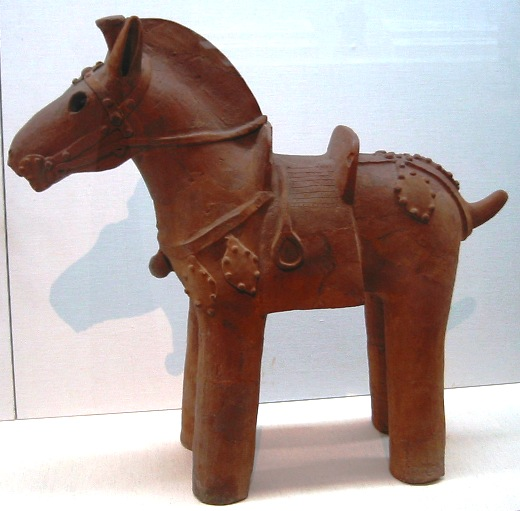
Estatuilla ecuestre Haniwa con silla de montar y estribos. (Período Kofun), Japón.

Los jinetes aprendieron rápidamente a proteger la columna vertebral y la cruz del caballo poniendo una almohadilla en estas zonas, mortales cuando quedaban expuestas a las armas del enemigo. Estos guerreros montados lucharon durante siglos con poco más que una almohadilla en la parte posterior del caballo y una rudimentaria brida. En algunas culturas se rellenaron estas almohadillas con materiales blandos con el objetivo de lograr una mejor distribución del peso, al mismo tiempo que se protegía la espalda del equino. Tanto los escitas como los asirios usaron almohadillas a las que añadían una cincha para incrementar la seguridad y la comodidad del jinete. Jenofonte mencionó ya en el siglo IV a. C. el uso de estas telas acolchadas en las tropas montadas.
La silla de montar con un sólido arzón proporcionaba una superficie de rodamiento que protegía al animal del peso del jinete. A pesar de las ventajas que tenía, su uso no se difundió hasta el siglo II, unos doscientos años después de su invención de manos de los guerreros asirios. Con el acople de este sólido arzón, el caballo podía llevar más peso que sin él. La silla con arzón, predecesora de la actual silla occidental, permitió que se aumentara el tamaño del asiento, dando al jinete una mayor superficie de sujeción con la que estaba más seguro. Tradicionalmente se ha adjudicado a los romanos la invención de la silla con arzón.
Podría decirse que uno de los más importantes inventos que ayudó a incrementar la eficacia de las tropas montadas es el estribo. Ya aproximadamente en 500 a. C., se utilizaba en la India un rudimentario estribo que proporcionaba sujeción al dedo gordo del pie del jinete. Unos cien años después se desarrollaron los primeros estribos, aunque estaban destinados a proteger solo uno de los dos pies del jinete. Los primeros pares de estribos se desarrollaron en China, aproximadamente en el año 322 a. C., durante la Dinastía Jin.
El estribo no se propagó por Europa hasta las invasiones del continente por hordas de guerreros procedentes de Asia Central.
El estribo, que permitía al jinete portar una mayor cantidad de armas, así como mejorar la estabilidad y la movilidad, proporcionó a los grupos nómadas, como por ejemplo a los mongoles, una ventaja militar decisiva. A mediados del siglo VIII, el uso del estribo se había consolidado ya por toda Europa.
Un ejemplo de ello está presente en el Tapiz de Bayeux, que muestra escenas de la batalla de Hastings (1066), en la que los jinetes normandos vencieron usando estribos a los anglosajones, que no los utilizaban.[cita requerida]

## Historia
La primera evidencia arqueológica de caballos empleados para la guerra data de los años 4000 o 3000 a. C. en las estepas de Eurasia, la región que actualmente ocupan Ucrania, Hungría y Rumania. En esa zona, no mucho después de la domesticación del caballo, las personas comenzaron a vivir en comunidad dentro de grandes pueblos fortificados para protegerse del ataque de jinetes.
Los caballos se utilizaron para la guerra desde épocas de los primeros registros históricos. Una de las primeras representaciones de equinos se halla en el "panel de la guerra" del Estandarte de Ur, en Sumeria, datado cerca de 2500 a. C., donde pueden apreciarse unos caballos (o, posiblemente, onagros o mulas) tirando de un carro de cuatro ruedas.
Pese a que no se muestra a los caballos en combate, solo tirando de carros, estos equinos tuvieron claramente un desempeño importante en la victoria representada en el Estandarte.
El caballo era una parte tan temible del ejército, que el mero sonido de muchos caballos y carros era suficiente para inspirar temor y hacer que el enemigo se creyera inferior en número y huyera presa del pánico (véase Segundo libro de los reyes, 7.6-7.) El poder militar de Egipto, Asiria, Babilonia, Medo-Persia y otras naciones dependía en gran manera de los caballos (véase en la Biblia el Libro de Isaías 31.1-3; el Libro de Jeremías 6.22-23 y 50.35-42; 51.27-28; Libro de Ezequiel 23.5-6, 23.23; 26.7-11; el Libro de Nahum 3.1-2; el Libro de Habacuc 1-6-8.) En los monumentos antiguos muchas veces se encuentran representaciones de caballos equipados con frenos, riendas, ornamentos para la cabeza, mantillas de silla y otros arreos.

### Carros de guerra
Los primeros casos documentados del empleo de caballos para el combate pertenecen a los enfrentamientos en carros de guerra. Entre las evidencias del uso de tales carros, podemos encontrar las sepulturas de la cultura andrónovo (cultura sintashta) en las actuales Rusia y Kazajistán, que corresponden aproximadamente al 2000 a. C.
La prueba más antigua de enfrentamientos con carros de guerra en el Antiguo Oriente Próximo es la antigua Proclamación de Anitta, perteneciente al siglo XVIII a. C., que menciona a 40 yuntas de caballos durante el sitio de Salatiwara.
En el mundo antiguo, los hititas se volvieron conocidos por su destreza con los carros. La propagación del uso del carro para la guerra en la mayor parte de Eurasia prácticamente coincide con el desarrollo del arco compuesto, conocido desde c. 1600 a. C. Las mejoras en cuanto a ruedas y ejes, al igual que en el armamento, pronto hicieron que los carros participasen en las batallas de las sociedades de la Edad del Bronce, desde China hasta Egipto.
Los invasores hicsos introdujeron el carro de guerra en el Antiguo Egipto durante el siglo XVI a. C., y los egipcios lo adoptaron desde entonces.
El texto preservado más antiguo que se relaciona con la crianza de los caballos de batalla en el mundo antiguo es el manual hitita de Kikkuli, de fecha aproximada 1350 a. C., que describe la preparación de los caballos para carros.
En China ya se utilizaban carros de guerra durante la Dinastía Shang (c. 1600-1050 a. C.). La evidencia más antigua de estos carros en Asia aparece en los entierros ceremoniales: al igual que ya había ocurrido en Asia central, se hallaron caballos y carros sepultados junto con sus dueños para acompañarlos en la siguiente vida.
Las descripciones acerca del desempeño táctico de los carros de guerra son escasos. La Ilíada (posiblemente en referencia a las prácticas micénicas de 1250 a. C.) describe el uso de carros para transportar a los guerreros desde y hacia la batalla, más que un empleo en el enfrentamiento en sí.
Años después, al invadir Britania en 55 y 54 a. C., Julio César vio a hombres montados en carros arrojando jabalinas antes de bajar de ellos para luchar a pie. Se desconoce si este estilo de combate era típico en aquella época y lugar.

### Caballería
Uno de los primeros ejemplos del empleo del caballo en batalla fueron los arqueros o arrojadores de lanzas montados, que datan de la época de los reyes asirios Asurnasirpal II y Salmanasar III. No obstante, los jinetes se sentaban en la parte posterior de sus caballos, una posición incómoda para movimientos rápidos; por esto, los caballos solían ser sostenidos por alguien de a pie que permitía al arquero la libertad para disparar. Por lo tanto, era más bien una infantería montada que verdadera caballería.
Los asirios desarrollaron el uso de la caballería como respuesta ante las invasiones de los pueblos nómadas del norte, como por ejemplo los cimerios, quienes entraron en Asia Menor en el siglo VIII a. C. y se adueñaron de partes de Urartu durante el reinado de Sargón II, aproximadamente en 721 a. C. Guerreros montados como los escitas también tuvieron influencia sobre la región durante el siglo VII a. C.
Al momento del reinado de Asurbanipal en el 669 a. C., los asirios ya habían aprendido a sentarse más adelante en sus caballos, en la posición clásica de montura que aún puede observarse en la actualidad y que podría denominarse como verdadera caballería ligera. Los antiguos griegos emplearon tanto caballos ligeros para explorar, como caballería pesada.
Se cree que la caballería pesada fue desarrollada por los antiguos persas. En épocas de Darío I (558-486 a. C.), las tácticas militares persas evolucionaron al punto de requerir caballos y jinetes con armaduras completas, por lo que se crio un tipo de caballo más pesado y musculoso que pudiera soportar este peso adicional. Tiempo después, los antiguos griegos crearon una caballería pesada con armadura, cuyas unidades más famosas son los hetairoi de Alejandro Magno. Los chinos del siglo IV a. C., durante el período de los Reinos Combatientes (403 a. C.-221 a. C.), comenzaron a emplear la caballería contra los reinos rivales.
Además, en respuesta a los ataques de jinetes nómadas del norte y el oeste, los chinos de la Dinastía Han (202 a. C.-220 d. C.) crearon tropas montadas de gran efectividad. También los romanos utilizaban caballería pesada dentro de sus ejércitos.
El término catafracto se refiere a ciertas tácticas, armaduras y armamento usados por las unidades montadas desde la época de los persas hasta la Edad Media.

### Asia Central e India

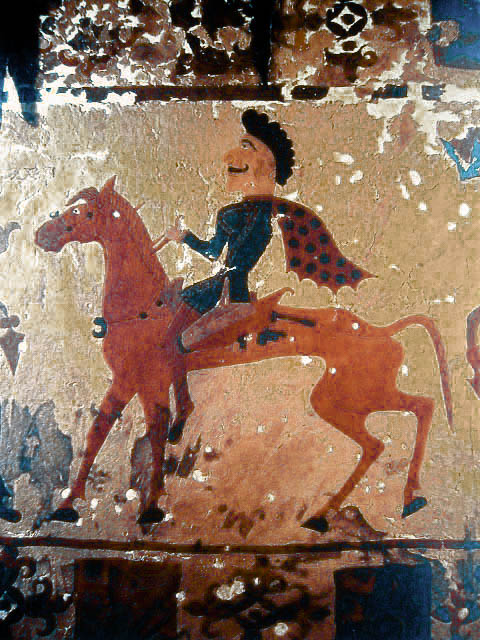
Un jinete escita de la región del río Ili en Kazajistán.

La literatura de la antigua India describe a varios caballos nómadas del Asia Central. Algunas de las primeras referencias al uso de caballos para la guerra en aquella zona pertenecen a los textos puránicos, que relatan una invasión a la India por parte de las caballerías conjuntas de los sakas, kambojas, iavanas, pajlavas y paradas, llamadas «los cinco grupos» (pancha gana) o «grupos de guerreros»bola (chatría-ganá). Los invasores capturaron el trono del reino de Aiutaia, derribando al gobierno del rey védico Baju, quizá a principios del primer milenio a. C.
Textos posteriores, como por ejemplo el Majábharata, escrito hacia el siglo III a. C., parecen reconocer el esfuerzo realizado para la cría de caballos de batalla, y afirman que los caballos pertenecientes a las regiones de Kamboya (en la India) y el Indo eran de excelente calidad y que los kamboyas, gandharas y iávanas (probablemente jonios, llegados con Alejandro Magno) eran considerados expertos en el combate montado.
Las culturas indias reciben el crédito por la creación de una de las primeras formas de estribo: un pequeño lazo que sujetaba el dedo gordo del pie que podría haberse comenzado a utilizar en 500 a. C.
Poco después, las culturas de la Mesopotamia y la Antigua Grecia chocaron contra las del Asia Central y la India. Heródoto (484-425 a. C.) escribió que los mercenarios gandharos de los aqueménidas de la vigésima satrapía fueron reclutados por el emperador Jerjes I (486-465 a. C.) para su enfrentamiento contra los griegos. Un siglo más tarde, los Hombres de las Tierras Montañosas del norte del río Kabul (posiblemente la caballería kamboya del sur del Hindu Kush, cerca de la Kohistán medieval), fueron parte del ejército de Darío III cuando este se enfrentó contra Alejandro Magno en Gaugamela en octubre de 331 a. C.
Durante el combate contra Alejandro en Massaga en 326 a. C., las tropas de los kamboyas (también llamados "assakenoi" y "aspasioi" en los textos clásicos) incluyeron 20 000 efectivos de caballería.
Luego, las unidades de caballería de los shakas, yavanas, kamboyas, kiratas, parasikas y bahlikas ayudaron a Chandragupta Maurya (c. 320-298 a. C.) a vencer al gobernador de Magadha, colocando a Chandragupta en el trono y estableciendo los cimientos de la Dinastía Maurya del norte de la India.

### Mundo islámico

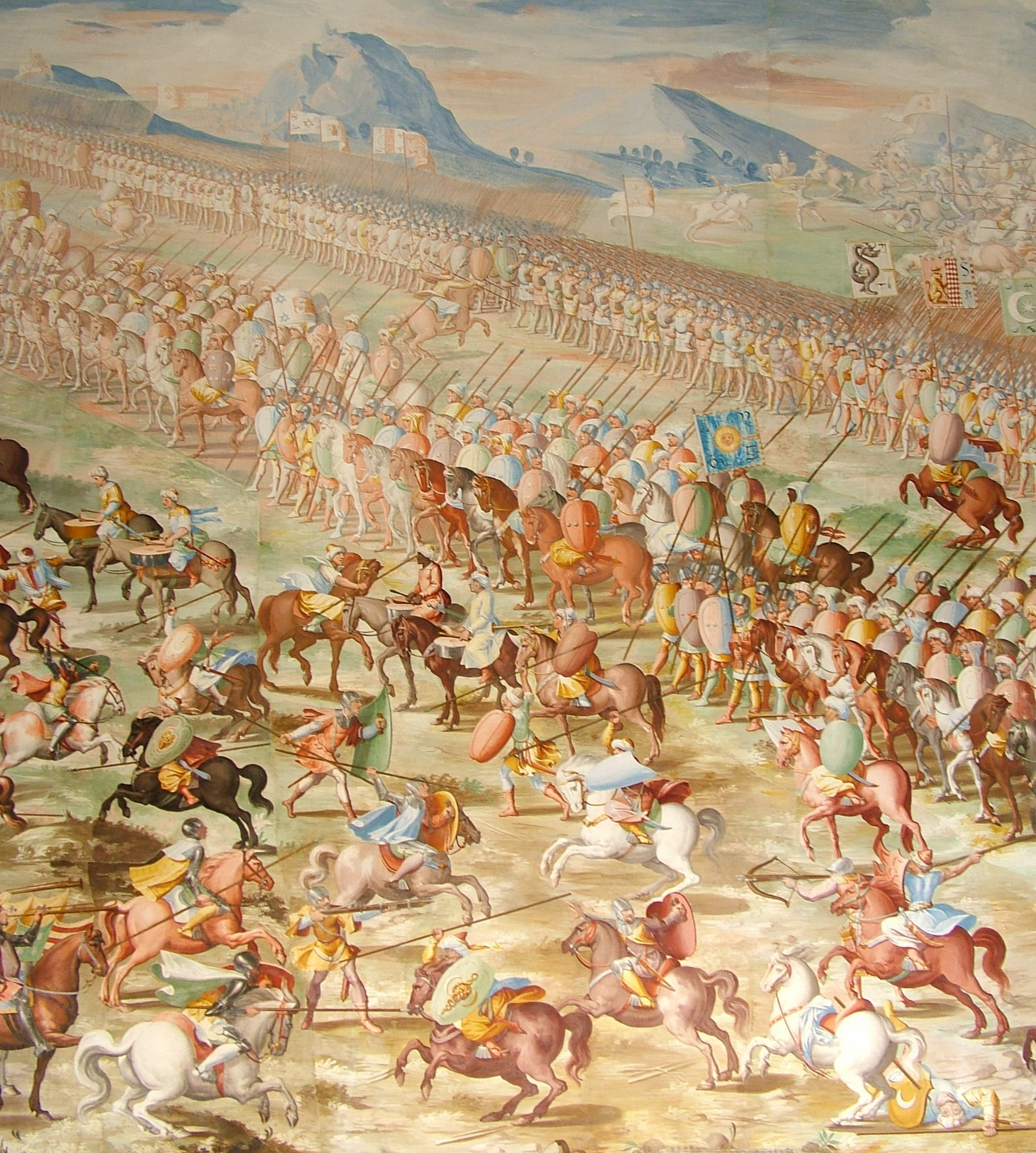
Batalla de La Higueruela, 1431. La caballería pesada española se enfrenta a las unidades de caballería ligera del sultán Muhammed IX de Granada.

Los soldados musulmanes conquistaron el África del Norte y parte de la península ibérica durante los siglos VII y VIII. Tras la Hégira de Mahoma en 622, el islam se extendió por todo el mundo conocido en esa época. Para 630, la influencia musulmana se había expandido por el Oriente Medio y África del Norte. En 711, la caballería ligera de los musulmanes ya había llegado a España, y para 720 controlaba parte de la península ibérica. Sus monturas pertenecían a varios tipos de caballos orientales, incluidos el caballo árabe y el caballo bereber del África del Norte.
Los invasores musulmanes avanzaron hacia el norte, desde África hacia Francia, y fueron detenidos por Carlos Martel en la batalla de Tours en 732. Los caballos orientales capturados luego de la derrota fueron cruzados con las razas locales, lo que sumó agilidad a estos animales más pesados y ayudó al desarrollo del percherón, una de las razas de caballos destinadas a convertirse en el gran corcel de los caballeros montados.

### Caballeros europeos

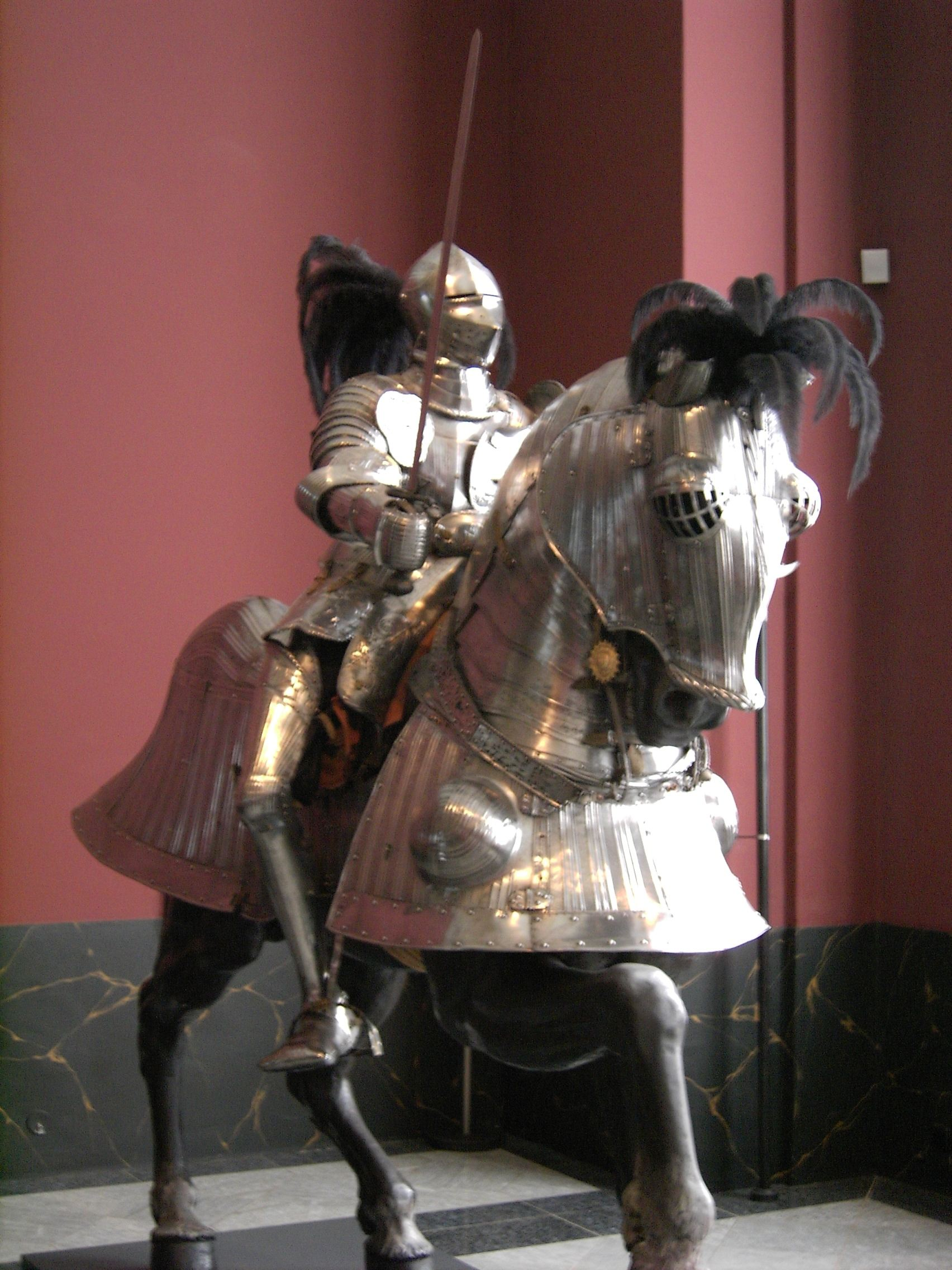
Exhibición en un museo de un caballero con su caballo, ambos con armadura, c. siglo o. El conjunto podría haber sido diseñado únicamente con propósitos ceremoniales. Después de 1650, era extraño que se usaran armaduras de cuerpo entero en combate. Museo Zwinger, Dresde.

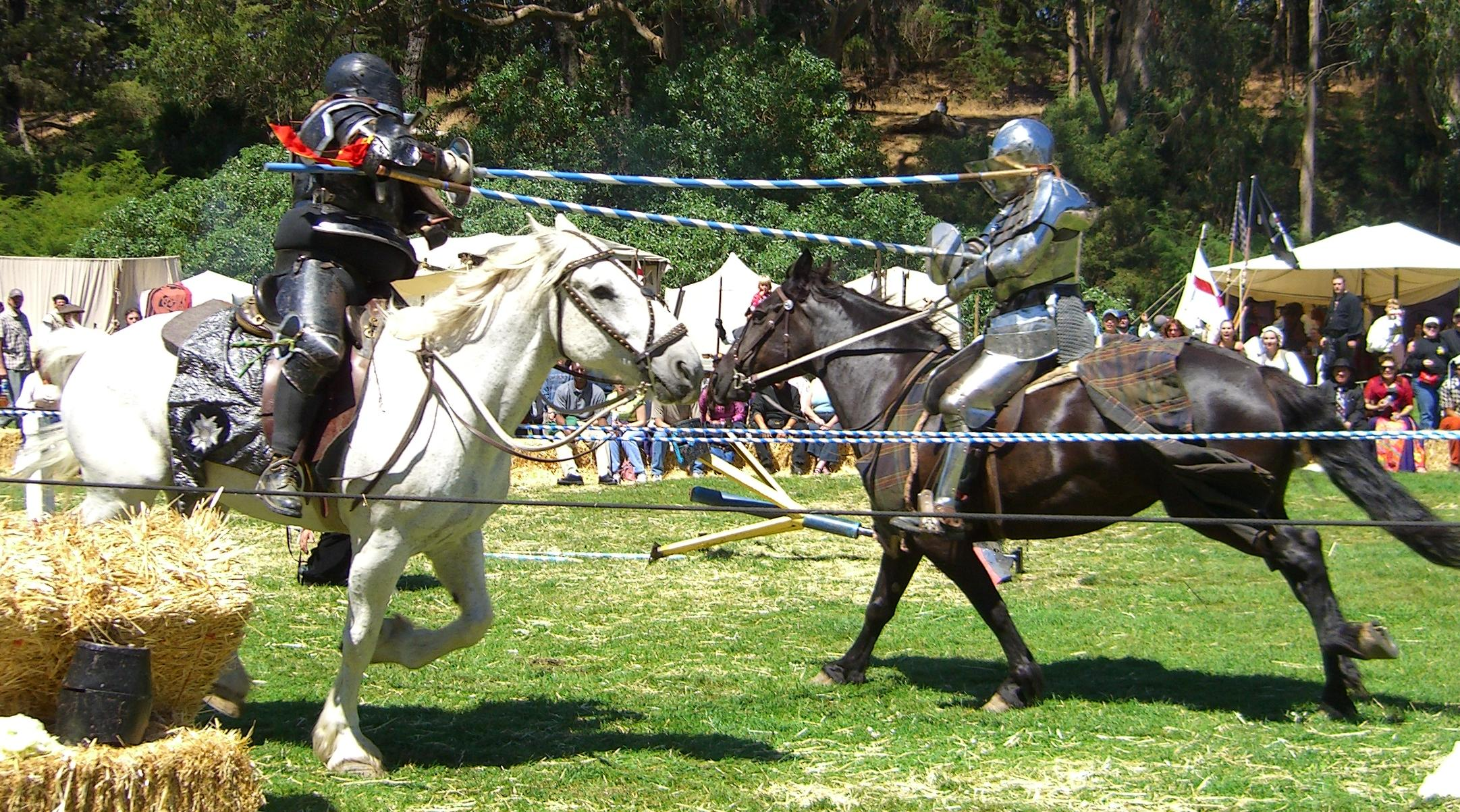
La justa es un deporte que evolucionó a partir del uso de la caballería pesada.

Durante la Edad Media en Europa, hubo tres razas principales de caballos que fueron utilizadas para la guerra: el destrier, el courser y el rouncey.
El rouncey era el caballo de uso diario del escudero o el jinete armado, que era apropiado tanto para una cabalgata común como para la guerra. El courser era un caballo fuerte y rápido, ideal para los duros combates; mientras que el destrier, más famoso y altamente entrenado, estaba reservado para los caballeros más ricos y para la nobleza, y algunos años más tarde, se lo utilizaba principalmente en torneos. Una palabra que solía utilizarse para describir a los caballos de batalla medievales es cargador.
El destrier era un caballo un poco más alto y pesado para sostener el peso de un caballero en armadura. Por ejemplo, se dice que el caballo que montó Guillermo de Normandía en la batalla de Hastings en 1066 era un animal de tipo ibérico similar al andaluz moderno, de unos 15,2 palmos (1,57 m) de alto.
El reino de Hungría era uno de los ejemplos más conocidos en el ámbito del comercio de caballos. Los ejércitos cruzados, cuando pasaron por tierras húngaras en 1096, registraron maravillados la enorme cantidad de caballos que vivían en Hungría, bien sea libres en las praderas o siendo criados por los nobles húngaros. En una crónica de 1110, el príncipe ruso Sviatoslav I de Kiev comunicó a su familia que: «voy a vivir en la ciudad de Pereyaslavets cerca del Danubio, porque ese es el centro de mis dominios, allá llegan los mejores productos: de los griegos, oro y vinos, toda clase de frutas de los checos y de los húngaros la plata y caballos».
Posteriormente en el siglo XV el francés Bertrandon de la Brocquiere narró en su viaje a Tierra Santa que en suelo húngaro la abundancia de caballos y su buena raza era tan cierta como su fama. Décadas después el cronista francés Gilles Le Bouvier afirmó que los húngaros viajaban con mucha frecuencia a Roma en peregrinaje, donde vendían sus caballos a venecianos, boloñeses y toscanos. De esta manera era considerado un gran prestigio en la Europa medieval si se había adquirido un caballo de procedencia húngara.
Sin embargo, pese al imaginario popular del caballero europeo montado rumbo a la batalla, en la realidad se trataban de evitar las batallas a caballo siempre que fuera posible; las formas de combate más ofensivas durante la Edad Media fueron el asedio y los ataques sorpresivos a caballo llamados chevauchées, con soldados que llevaban pocas armas y montados sobre caballos rápidos.
Con el paso del tiempo, el caballero montado aparecía cada vez menos en el campo de batalla y más como competidor en los torneos: juegos de guerra con exhibiciones estilizadas.
En este momento comienzan a surgir los caballos más grandes, posiblemente de unos 17 palmos (1.73 m) y 750 kg, con la fuerza para llevar tanto al caballero como a la armadura decorada.
Además de su peso y tamaño, se elegía a este tipo de caballo por su agilidad y capacidad de entrenamiento. Los gastos por la manutención, entrenamiento y equipamiento de estos caballos especializados hacían que solo unos pocos pudieran poseer alguno.
Era frecuente que en Europa se utilizaran sementales como caballos de batalla debido a su naturaleza agresiva. Una obra del siglo XIII describe a los destriers «mordiendo y pateando» en el campo de batalla.
Sin embargo, no puede dejarse a un lado el empleo de yeguas por parte de los soldados europeos, tal como aparece en varias referencias literarias, e incluso éstas eran el caballo de batalla preferido por los moros, los invasores islámicos que atacaron a muchas naciones de Europa entre el año 700 y el siglo XV.
Los expertos discuten acerca de la razón precisa de la desaparición del caballero en armadura. Algunos afirman que la invención de la pólvora y el mosquete volvieron al caballero obsoleto,
mientras que otros consideran que fue mucho antes, debido al uso del arco largo inglés, que fue importado a Inglaterra desde Gales en 1250 y empleado decisivamente en conflictos como la batalla de Crécy de 1346.
No obstante, otras autoridades sugieren que estas nuevas tecnologías contribuyeron a la creación de los caballeros, más que a su desaparición. Por ejemplo, la armadura fue desarrollada para resistir el ataque de las ballestas de la Alta Edad Media, mientras que el ascenso del arco largo inglés durante la guerra de los Cien Años llevó a un mayor uso y sofisticación de la armadura, que culminó en el arnés de cuerpo entero empleado a comienzos del siglo XV. Además, desde el siglo XIV en adelante, la mayoría de las armaduras estaba confeccionadas con hierro templado, el cual podría haber resistido la munición de los primeros mosquetes.
Es más probable que la decadencia del caballero fuese causada por el cambio en la estructura de los ejércitos y diversos factores económicos, más que por un desuso provocado por la nueva tecnología. Llegado el siglo XVI, el concepto surgido en Suiza de un ejército profesional se había extendido por toda Europa y era acompañado por mejores tácticas de infantería.
Estos ejércitos profesionales hacían hincapié en el entrenamiento y el pago de contratos, en lugar de los rescates y saqueos que indemnizaban a los antiguos caballeros. La situación, junto con el aumento de los costos relacionados con el equipamiento y manutención de las armaduras y caballos, seguramente llevó a que muchos miembros de las clases caballerescas abandonaran su profesión.
También es difícil descubrir lo sucedido a la estirpe de los destriers, y la raza parece desaparecer de las crónicas durante el siglo XVII.
El gran caballo era más pequeño y ágil que el moderno caballo de tiro, y razas como la de andaluz, y frisón afirman ser descendientes directas del destrier. Sin embargo, otras razas de caballo de tiro, como el belga, el percherón y el shire también aseguran descender de aquellos caballos que fueron criados para portar armadura.

### Período renacentista y comienzos de la modernidad

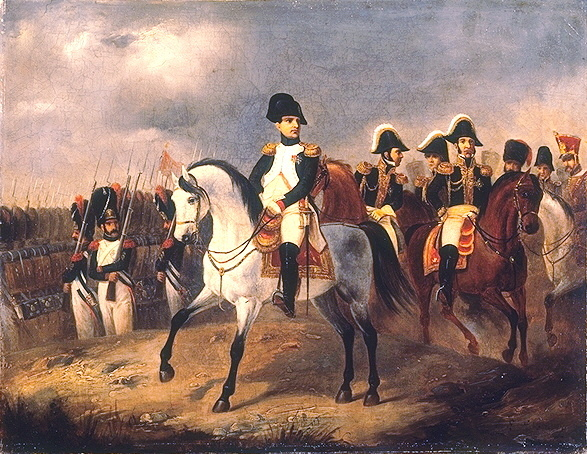
Napoleón I con sus generales. Esta pintura muestra a la caballería ligera como montura de los oficiales en las guerras europeas de los siglos y.

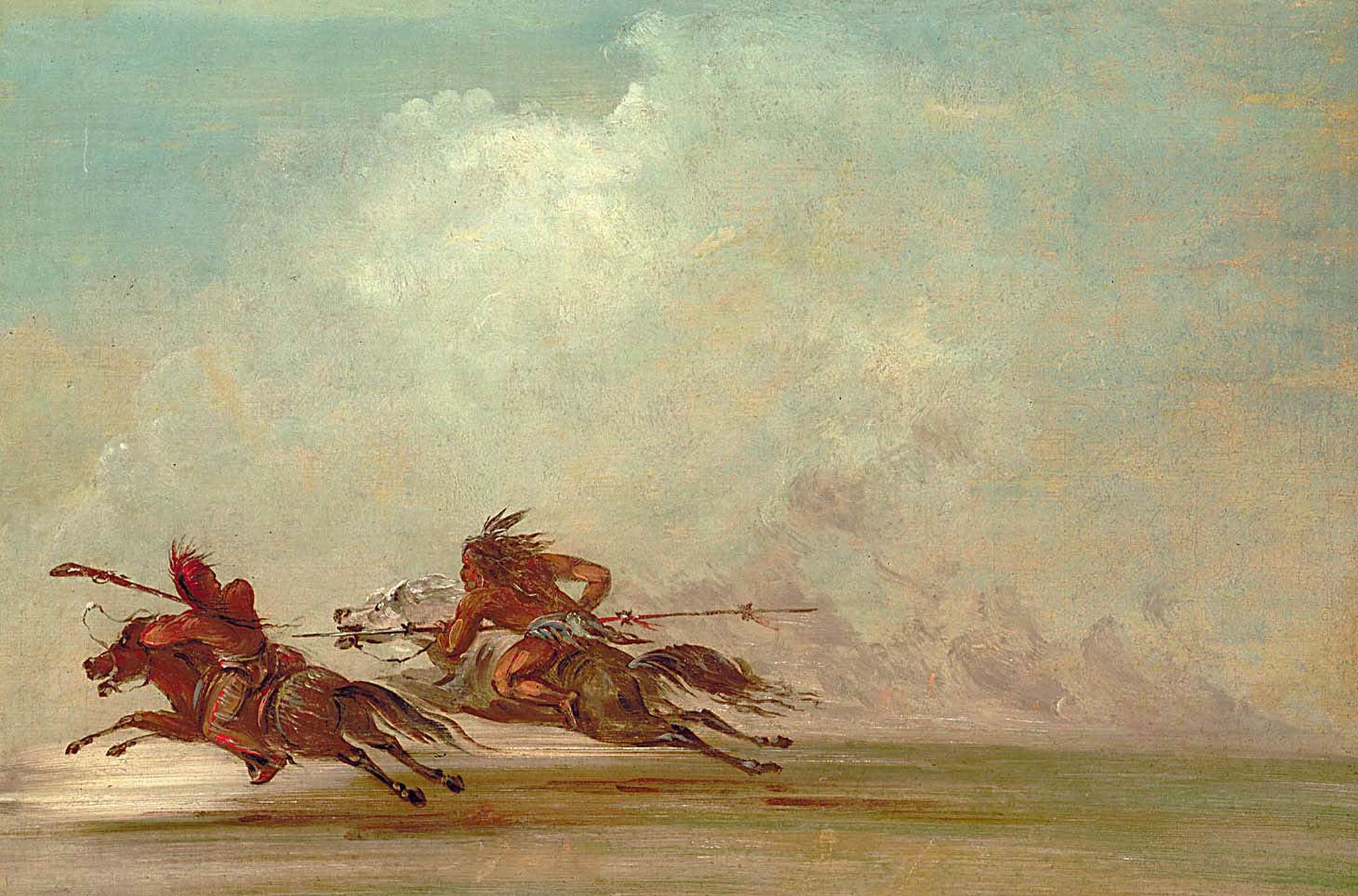
Los amerindios adoptaron rápidamente el uso del caballo, y eran muy eficaces en la utilización de la caballería ligera. Combate comanche-osage, George Catlin, 1834.

Con la creación del mosquete y de otras armas livianas de fuego durante la Baja Edad Media y el Renacimiento, la caballería ligera volvió a ser útil tanto para la batalla como para las comunicaciones con el empleo de caballos veloces y ágiles que se movieran rápidamente a través del campo de guerra. El caballo pesado con armadura del caballero medieval tenía poca utilidad en combate, por lo que fue relegado a tirar de cañones y carros con suministros.
Los caballos fueron sumamente útiles en el siglo XVI como arma de guerra de los conquistadores españoles. Tanto los caballos como la pólvora brindaron una ventaja decisiva cuando los soldados españoles llegaron a América y conquistaron los imperios azteca e inca. Puesto que el caballo se había extinguido en el hemisferio occidental hacía aproximadamente 10 000 años, los pueblos indígenas carecían de conocimientos tácticos que pudieran vencer la considerable ventaja proporcionada por los caballos y las armas europeas. Sin embargo, los amerindios aprendieron rápidamente a utilizar caballos y las tribus de las Grandes Llanuras de los Estados Unidos, como los comanches y los cheyennes, adquirieron fama de jinetes de combate, demostrando una vez más la eficiencia de la caballería ligera y convirtiéndose, finalmente, en un grave problema para el Ejército de los Estados Unidos.

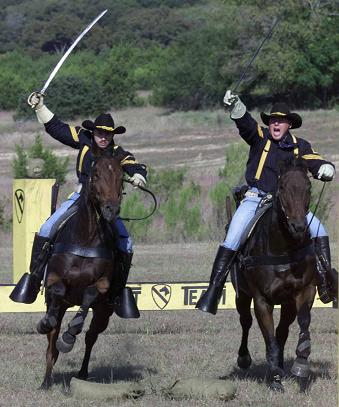
Demostración de una carga de caballería realizada por un destacamento del ejército de los EE. UU. donde demuestran muchas de las herramientas, armas y técnicas empleadas durante los años 1880.

### SigloXX
A comienzos del siglo XX aún podía observarse a la caballería ligera operando en los campos de batalla. Aunque la caballería formal comenzó a dejarse de lado como fuerza de combate durante o poco después de la Primera Guerra Mundial, las unidades de caballería siguieron teniendo aplicaciones militares en la Segunda Guerra Mundial.
El ejemplo más famoso fue dentro del ejército polaco, que con su escaso equipamiento motorizado utilizó caballos para la defensa de Polonia contra las tropas de la Alemania nazi durante la invasión de 1939. Se propagó la falsa leyenda de que la caballería polaca trabó combate inútilmente contra tanques basado en dos hechos: primero, como poseían un escaso número de vehículos motorizados, los polacos emplearon caballos para tirar de armas antitanques y colocarlas en posición.
Segundo, la carga más famosa y exitosa de la caballería polaca durante la Segunda Guerra Mundial, y parte de la carga en Krojanty, tuvo lugar contra la infantería alemana cerca del pueblo de Mokra el primer día de la guerra. Finalmente la caballería polaca fue repelida por los transportes blindados de personal con la pérdida de veinte soldados. No obstante, la propaganda nazi utilizó la imagen de los caballos muertos durante el combate y de los tanques que llegaron al lugar después de la batalla para ridiculizar los esfuerzos de los polacos.
Otras naciones también usaron caballos durante la Segunda Guerra Mundial, aunque no necesariamente para el combate directo. Los ejércitos alemanes y soviéticos emplearon caballos hasta el fin de la guerra, no solo para el transporte de municiones y equipos, sino también para efectuar tareas de reconocimiento y para aplacar levantamientos. El ejército italiano utilizó con éxito fuerzas de caballería a mando de Amedeo Guillet en su defensa de la Eritrea italiana contra fuerzas británicas (1941) y en el frente ruso para romper el sitio soviético en Izbushensky (1942).
A pesar de que el Ejército de los Estados Unidos utilizó algunas unidades de caballería y suministros durante la guerra, en terrenos difíciles no los usó demasiado por la preocupación de que no pudiesen avanzar. En las campañas de África del Norte, los generales como George Patton lamentaron la ausencia de caballos diciendo: «si hubiésemos tenido una división de caballería estadounidense que cargase artillería en Túnez y en Sicilia, ningún alemán habría escapado».

## Uso actual del caballo en la milicia

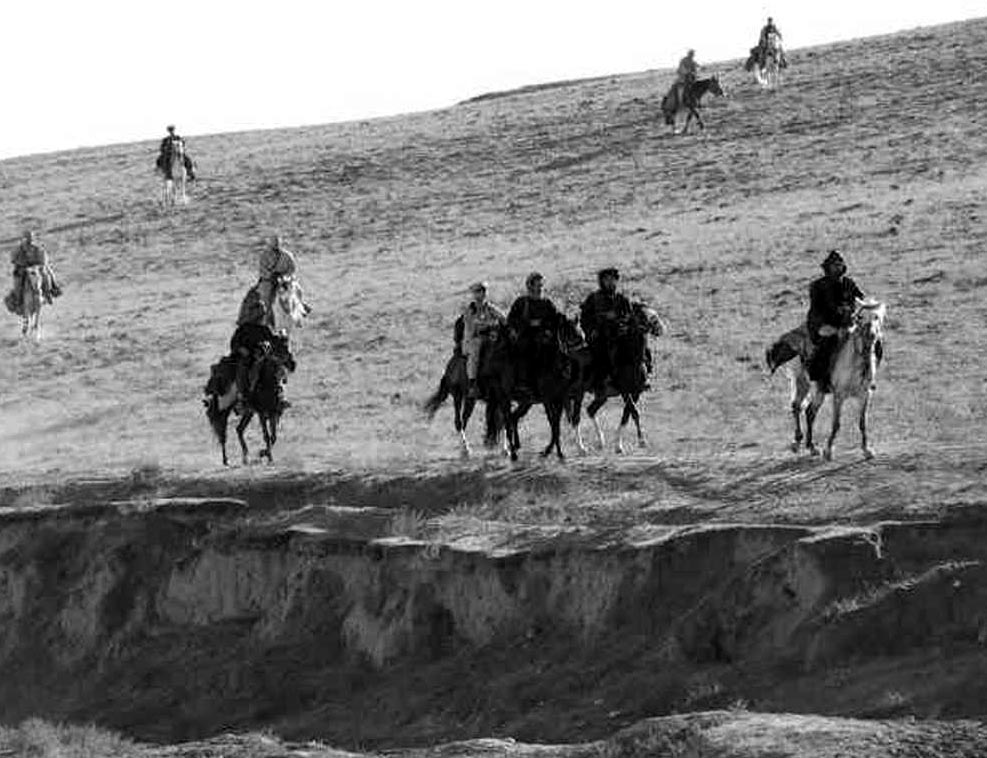
Unidades de operaciones especiales estadounidenses montadas a caballo en Afganistán, 2001.

Con la aparición del motor de combustión interna, los caballos fueron desplazados por las milicias nacionales por los carros de combate modernos, a los que suele referirse como "caballería". En la actualidad, las unidades montadas de combate son prácticamente una cuestión del pasado, donde las tropas montadas se utilizan para misiones de reconocimiento, ceremoniales o de control de multitudes. Pese a que algunos indican que el único regimiento montado regular que aún existía en el mundo es el 61.º Regimiento de Caballería de la India, también se hallan activos otros regimientos como por ejemplo el de Granaderos a Caballo y el Regimiento de Caballería de Montaña 4 "Coraceros General Lavalle" de Argentina y el de Caballería "Húsares" de Chile.
En ocasiones pueden verse organizaciones de combatientes armados a caballo, especialmente en el tercer mundo, aunque no suelen ser reconocidas como parte de ningún ejército nacional. El ejemplo actual más conocido son los yanyauid, grupos de milicia de la región de Darfur, en Sudán, que lograron notoriedad por sus ataques sobre la población civil durante el conflicto de Darfur.

### Reconocimiento y patrullaje
Pese a que en la actualidad el caballo tiene poco uso en combate dentro de los ejércitos modernos, muchas naciones aún mantienen un pequeño número de unidades montadas para cumplir algunas tareas de patrullaje y reconocimiento en terrenos extremadamente difíciles, incluidos los pertenecientes al actual conflicto en Afganistán. Hungría y algunos países del Commonwealth, los países balcánicos y las antiguas repúblicas soviéticas de Asia Central conservan unidades de caballería como parte de su infantería ligera y formaciones de reconocimiento para el empleo en terrenos montañosos y zonas donde sea difícil el aprovisionamiento de combustible.

### Usos ceremoniales y educativos

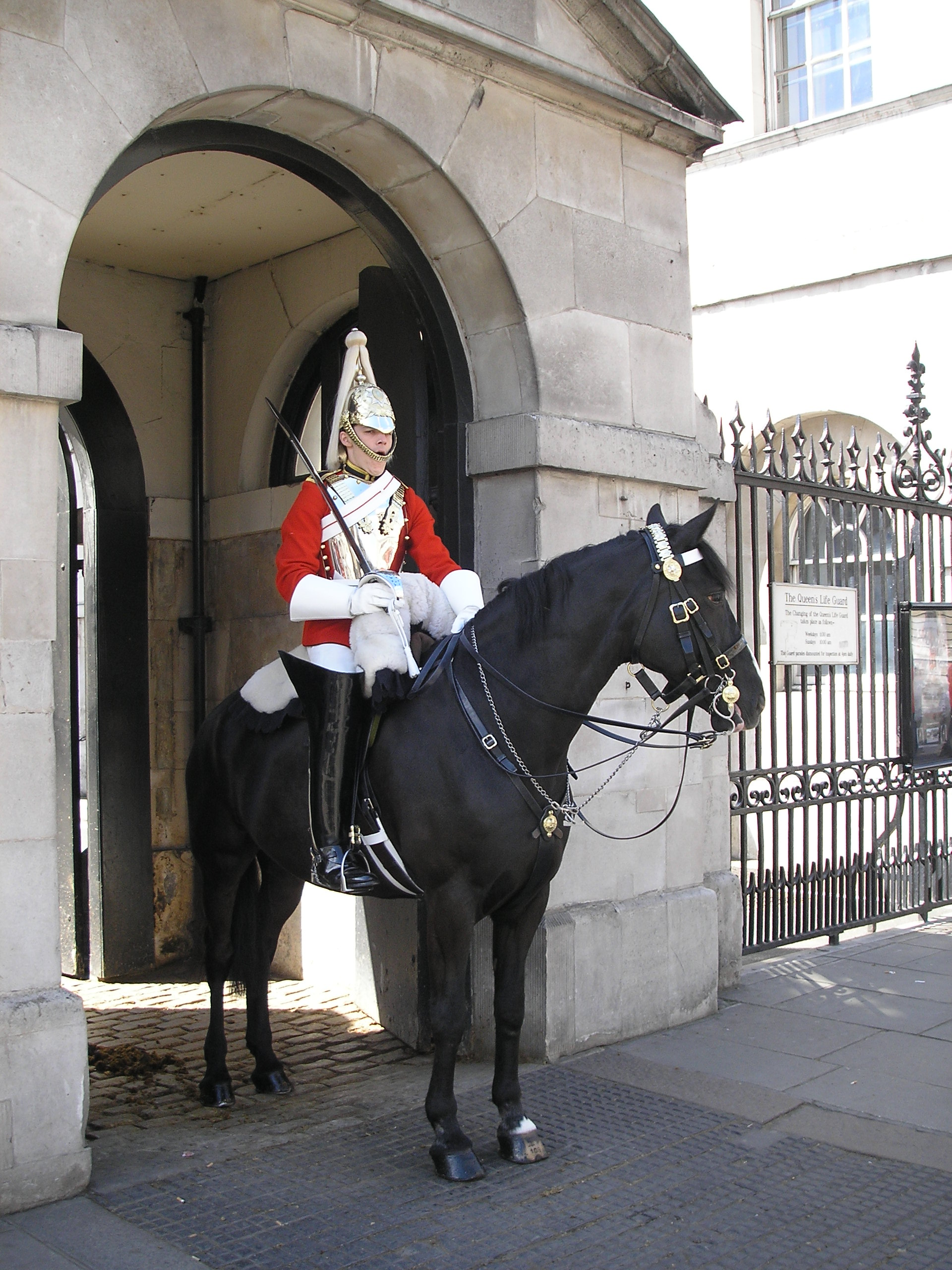
Guardias a caballo en Londres.

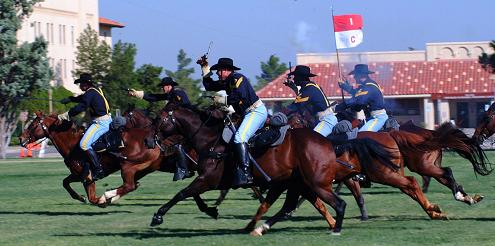
Destacamento de Caballería Montada de la 1.ª División de Caballería del Ejército de los Estados Unidos en una demostración en Fort Bliss, Texas.

Distintos propósitos como ceremonias, exhibiciones, educacionales o demostraciones requieren de la presencia de caballos, por lo que varios países mantienen unidades de caballería uniformadas y entrenadas de forma tradicional para cumplir con dichas tareas. Uno de los ejemplos es el Destacamento de Caballería Montada de la 1.ª División de Caballería del Ejército de los Estados Unidos.
Esta unidad, creada a partir de soldados en servicio activo, se mantiene en activo en la actualidad; entrenada para usar, de una forma segura, armas, herramientas, equipos y técnicas empleadas por la Caballería de los Estados Unidos durante los años 1880.
El Destacamento de Caballería tiene su sede en Fort Hood, Texas, y se encarga de las relaciones públicas, comandar las ceremonias y de los actos públicos.
Un destacamento similar es la Guardia a caballo del Gobernador General, el regimiento de Caballería Real de Canadá y la última unidad de caballería montada que aún existe en las Fuerzas Canadienses.

## Usos modernos relacionados
Hoy en día, muchos de los usos militares que se han dado tradicionalmente al caballo se han evolucionado en aplicaciones pacifistas. Entre dichas aplicaciones están las exhibiciones, las recreaciones históricas y las modernas competencias hípicas.

### Representaciones históricas
Actualmente los caballos son entrenados para que sean capaces de participar en recreaciones de batallas históricas. Entre los ejemplos de ello figuran las representaciones de la batalla de Hastings y de la guerra civil estadounidense. Debido a los cambios y modernizaciones que han experimentado los caballos, las armas y el equipamiento, en ocasiones es complicado efectuar recreaciones completamente auténticas. A pesar de este condicionamiento, los directores de las recreaciones históricas tratan en la medida de lo posible de reflejar con precisión los detalles del equipo, armamento y condiciones del campo de batalla.

### Aplicación de la ley y seguridad pública
La policía montada es una importante institución pública de algunos países, presente aún en muchas de sus grandes ciudades y en algunas zonas rurales. Entre sus aplicaciones se encuentran el patrullaje, la búsqueda y rescate de desaparecidos o heridos en accidentes y el control de multitudes, sobre todo en el caso de manifestaciones. El uso de este tipo de policía es también ceremonial, principalmente durante los desfiles de las principales ciudades europeas, como Londres.

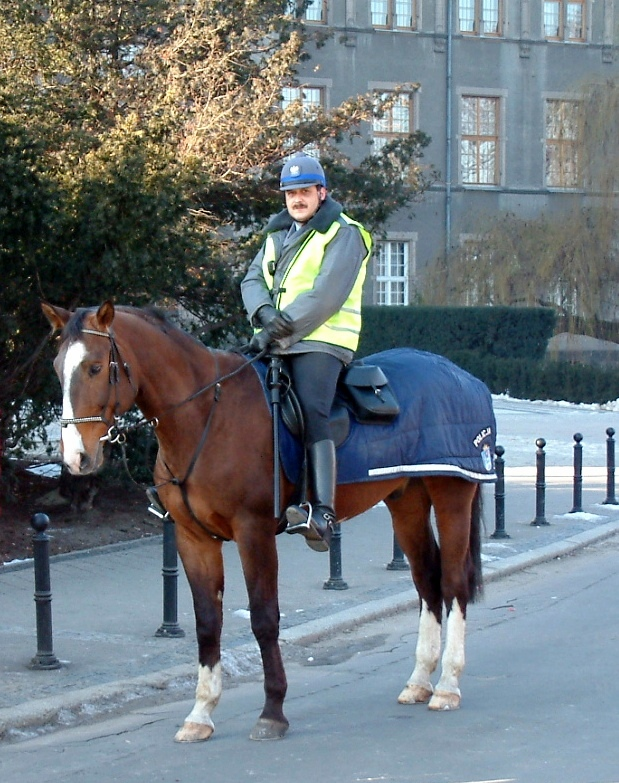
Policía montado de Poznan (Polonia).

En las áreas rurales, las instituciones que aplican la ley fuera de los núcleos de población, como los sheriffs en Estados Unidos, pueden contar con unidades montadas. El caballo, sencillo medio de transporte en algunos países, es empleado en otros para misiones tan importantes como el patrullaje de fronteras, la búsqueda de sustancias estupefacientes y de ganado robado y la persecución de malos tratos a los animales.
La patrulla fronteriza de los Estados Unidos alega que puede mantener a diez caballos por el mismo coste que a un automóvil todoterreno con tracción en las cuatro ruedas.
Entre las unidades montadas son importantes las de búsqueda y rescate, que son enviadas a rescatar a personas desaparecidas en zonas de difícil acceso para vehículos.
El caballo se emplea también para ejercer el cumplimiento de la ley en zonas donde el acceso de transporte mecanizado es difícil o está prohibido, como, por ejemplo, en parques nacionales, bosques nacionales y áreas protegidas. El caballo es especialmente útil en estas zonas, ya que, además de ser más veloz que un hombre a pie, puede transportar equipo pesado y permite al trabajador de rescate estar más descansado cuando se localiza a un desaparecido.

### Competiciones ecuestres
Dentro de los Juegos Olímpicos modernos, las disciplinas de concurso completo, salto ecuestre y doma clásica deben sus orígenes a las habilidades requeridas por la caballería montada entre los siglos XVII y XIX.
El origen de la doma clásica puede rastrearse mediante la obra de Jenofonte y su trabajo acerca de los métodos de entrenamiento, titulado Sobre la caballería, aunque no fue reconocida hasta la época del Renacimiento. Los métodos de entrenamiento fueron ideados con la intención de fomentar la responsabilidad y amoldamiento del caballo para que así el animal respondiera rápidamente a las órdenes del jinete, algo fundamental en el campo de batalla. La Escuela Española de Equitación de Viena, Austria, se creó originariamente para entrenar a los caballos de miembros de la nobleza y la aristocracia en los movimientos que conllevaba el servicio militar. Hoy en día, esta escuela es uno de los más prestigiosos centros en los que se entrena a los caballos y a sus jinetes en la categoría de doma clásica.

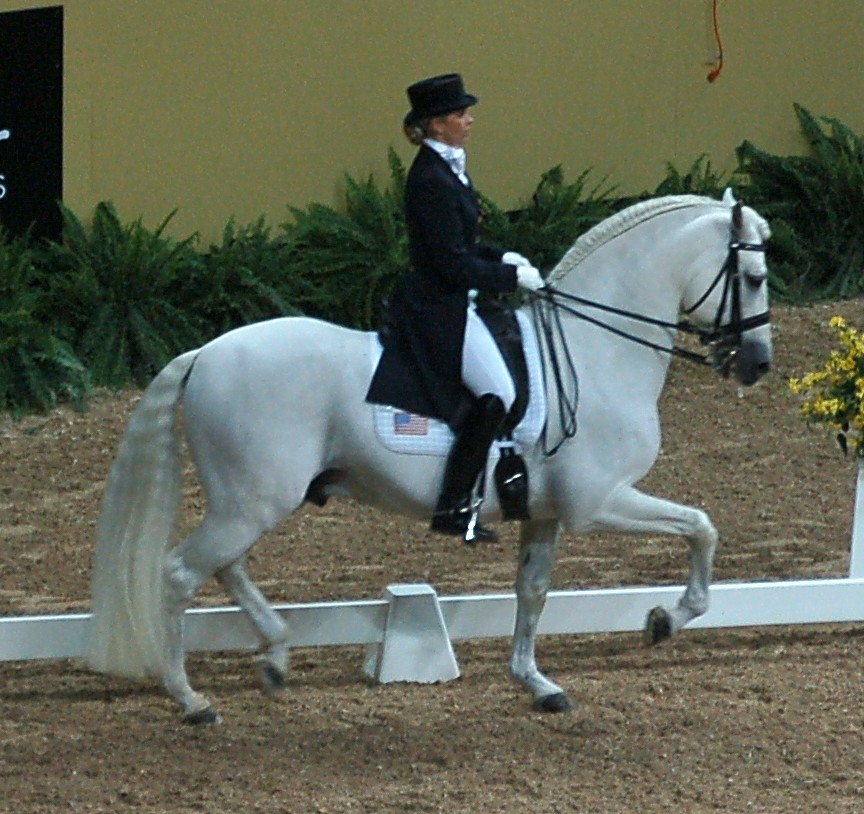
Caballo español realizando un passage.

El concurso completo se desarrolló más recientemente, a fines del siglo XIX, a partir de competencias de enduro ecuestre que incluían el salto de obstáculos. La disciplina finalmente agregó una fase de doma como demostración de la habilidad del paso del caballo, una fase de resistencia para probar la capacidad y habilidad de la montura para hacer llegar mensajes de un punto a otro, viajando velozmente a través de un terreno complicado, y una fase de salto que asegurara que el animal aún era capaz de continuar luego de los rigores de la competencia de resistencia. Estas fases evolucionaron hasta convertirse en las competencias modernas de tres fases.
El salto ecuestre surgió principalmente de los deportes de cacería del zorro y carrera campo a través, así como de competencias informales entre jinetes civiles, lo que sitúa a esta disciplina lejos de cualquier aplicación militar directa. Sin embargo, las unidades militares también desarrollaban habilidades de salto para atravesar obstáculos formidables, lo que era crucial para el envío de mensajes y la coordinación de movimientos de las tropas. Muchas de las personas que desarrollaron esta técnica moderna de salto de vallas, como por ejemplo Federico Caprilli, provienen del ejército.
Los equipos olímpicos ecuestres que participan de los Juegos Olímpicos modernos, provenían originaria y exclusivamente de las fuerzas armadas hasta 1952. Después de este año, tanto civiles como militares comenzaron a competir juntos hasta que casi todas las unidades de caballería fueron disueltas en la era de posguerra, motivo por el cual la mayoría de los miembros de los equipos modernos son civiles. Actualmente, los eventos ecuestres son la única competencia olímpica donde hombres y mujeres compiten juntos.
El deporte moderno de tent pegging está diseñado específicamente para entrenar al caballo y a su jinete en las habilidades requeridas para el combate montado. Otros deportes ecuestres son el polo, las carreras de caballos, el enduro ecuestre, el rodeo estadounidense, el rodeo chileno, el horseball, el polocrosse y el pato, entre otros.